# Питеэльвен
Питеэльвен, Питеэльв, Питеоэльв (швед. Pite älv, Piteälven) — река на севере Швеции, протекает через лен Норрботтен. Одна из четырёх главных рек Норрланда. Длина — 400 км, площадь водосборного бассейна — 11 200 км². Средний расход воды — 160 м³/с. Впадает в Ботнический залив в городе Питео. Имеет статус национальной реки и защищена от развития энергетики.
В верховьях реки — большие озёра, которые питаются ледниками вокруг Сулительмы. В среднем течении есть несколько водопадов. Река богата форелью и хариусом.